# Trachycephalus lepidus
Trachycephalus lepidus é uma espécie de anfíbio da família Hylidae. Endêmica do Brasil, onde ser encontrada no estado de São Paulo. Os espécimes conhecidos foram coletados no Parque Estadual Intervales e no Parque Estadual Carlos Botelho.